# Boise National Forest

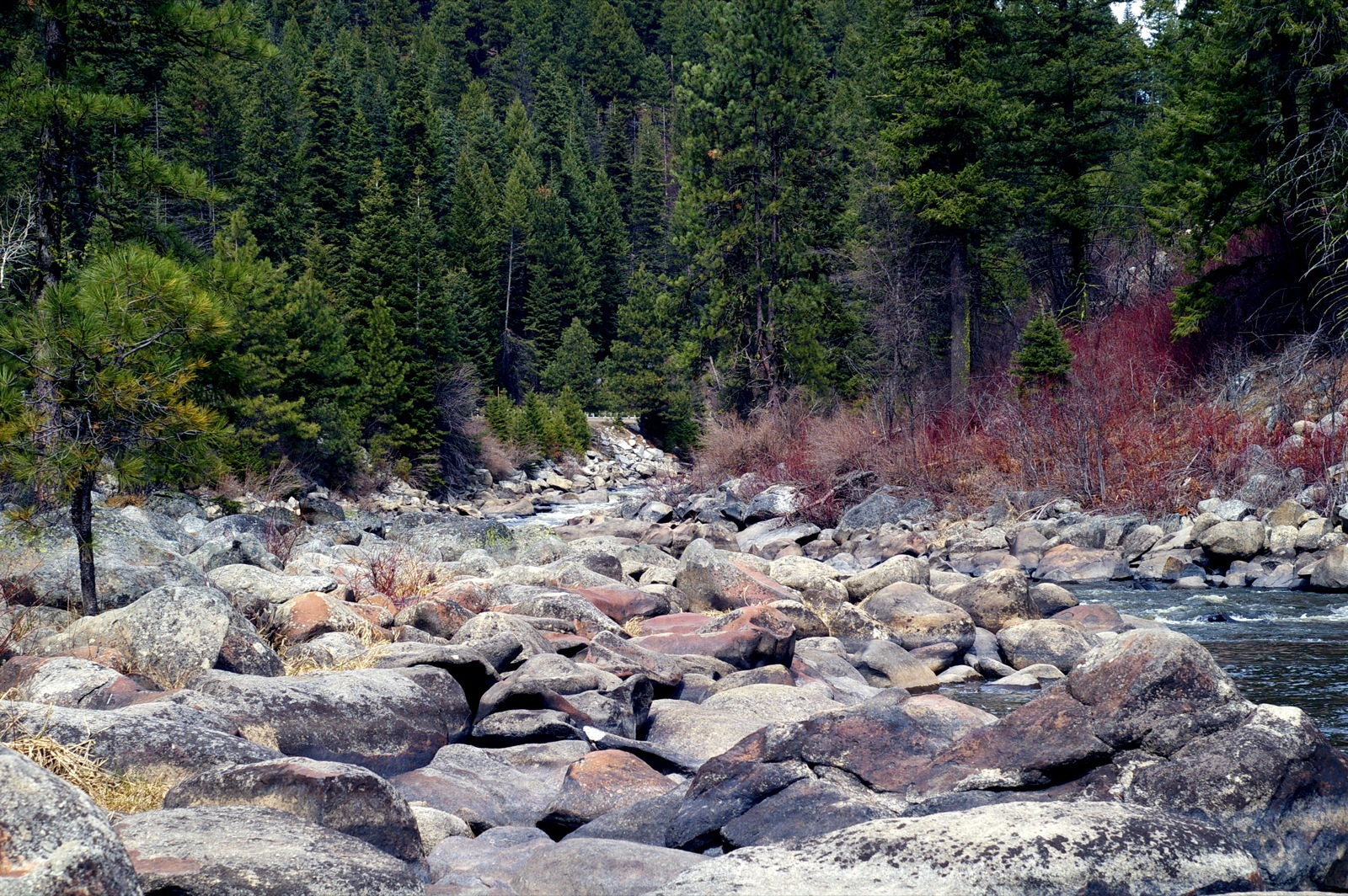
Boise National Forest

Der Boise National Forest ist ein Nationalforst nordöstlich der Stadt Boise im US-Bundesstaat Idaho. Der Nationalforst bedeckt eine Fläche von 10.569,6 km² und erstreckt sich über die Countys Ada, Boise, Elmore, Gem, Valley und Washington.
Der Boise National Forest wird vom United States Forest Service von Boise aus verwaltet. Der Nationalforst entstand 1908 aus den beiden Waldgebieten Payette National und Sawtooth Forest Reserves. 
Die Höhenlage variiert zwischen 800 und 3000 Metern. Die größte Fläche befindet sich in der Idaho-Batholith-Region. Der Baumbestand besteht hauptsächlich aus Kiefernartigen, jedoch gibt es auch Gelb-Kiefer, Douglasien, Engelmann-Fichten, Küsten-Kiefer, Tannen sowie Lärchen.

## Flüsse im Nationalforst
- Boise River
- Salmon River
- Payette River